# Виланова, Тито
Франсе́ск «Ти́то» Вилано́ва-и-Байо́ (исп. Francesc «Tito» Vilanova i Bayó; 17 сентября 1968, Белькайре, Каталония, Испания — 25 апреля 2014, Барселона, Испания) — испанский футболист и тренер. В 2012 году был назначен главным тренером клуба «Барселоны», где ранее работал помощником Хосепа Гвардиолы. Проработав один сезон, покинул клуб по состоянию здоровья.
За время пребывания в «Барселоне» Виланова уверенно выиграл чемпионат Испании 2012/13, набрав 100 очков, а также добрался до полуфинала Лиги чемпионов 2012/2013.

## Карьера игрока
Тито Виланова начинал свою карьеру в качестве игрока молодёжной команды «Барселоны», но не смог пробиться в первую команду. После этого в 1991 году он перешёл в клуб «Фигерес», где стал частью команды, проведшей лучший сезон в клубе за все годы его существования. В 1992 году «Фигерес» достиг стадии плей-офф для выхода в Примеру, но «Кадис» оказался более сильным и оформил путёвку в Примеру. После этого в 1992 году Тито Виланова заключил контракт с «Сельтой», в составе которой он всё-таки смог дебютировать в Примере. После 1995 года он также провёл ряд матчей за «Бадахос», «Мальорку», «Йеиду» и «Эльче».
Тито Виланова завершил свою карьеру в качестве игрока «Граменет» в 2002 году.

## Карьера тренера

### Сезон 2012/13
15 июня Виланова официально возглавил «Барселону», подписав контракт до 30 июня 2014 года. В клубе Тито получал семь миллионов евро в год. Помощником Вилановы в стане «сине-гранатовых» стал Жорди Роура, ранее игравший в составе «Барселоны».
Свой дебютный матч на посту тренера «каталонцев» Тито провел 24 июля против немецкого «Гамбурга». В матче испанцы одержали победу со счетом 2:1.
Первым официальным матчем для Тито была игра первого тура, в котором «Барселона» уверенно выиграла у «Реал Сосьедада» со счетом 5:1. 23 августа в первом матче за Суперкубок Испании «Барселона» обыграла мадридский «Реал» со счётом 3:2. Таким образом Виланова одержал свою первую победу в Эль-Класико. Спустя неделю, в ответном матче за Суперкубок «Галактикос» в Мадриде выиграли у «Барселоны» 2:1, и по правилу гола на чужом поле взяли трофей. Для Вилановы это было первое поражение в качестве главного тренера. «Барселона» в чемпионате стартовала уверенно: выиграв первые шесть матчей. В седьмом туре состоялось Эль-Класико, игра завершилась 2:2. После Класико «каталонцы» выиграли три матча в чемпионате. Победа в 10 туре чемпионата Испании стала для «сине-гранатовых» девятой в десяти играх нынешнего сезона, что является лучшим стартом каталонской команды в истории Ла Лиги. В Лиге Чемпионов «сине-гранатовые» стартовали с трёх побед: над «Спартаком», «Бенфикой» и «Селтиком». 7 ноября «Барса» потерпела первое поражение в Лиге чемпионов. 20 ноября «Барселона» обеспечила себе выход в 1/8 финала Лиги чемпионов, выиграв в гостях у московского «Спартака» — 3:0. Соперником «сине-гранатовых» в 1/8 финала стал итальянский «Милан».
19 декабря Тито был госпитализирован в больницу Vall d’Hebron c рецидивом опухоли околоушной железы, где прошёл медобследование. Стоит отметить, что в конце 2011 года 43-летний специалист перенес операцию по удалению опухоли околоушной слюнной железы. Спустя год у наставника сине-гранатовых опять обнаружена опухоль.
На заключительный матч 2012 года против «Вальядолида», который состоялся 22 декабря, команду вывел помощник Вилановы — Жорди Роура. Игроки обеих команд вышли в специальных футболках в поддержку Тито. В матче «Барселона» победила — 3:1. Игроки посвятили эту победу своему наставнику. Помимо этого, игроки «Реала» также вышли в специальных майках с поддержкой тренера.

На следующий день, 20 декабря, Тито Виланова перенес операцию в связи с раковой опухолью околоушной железы. 7 января Тито впервые после удаления опухоли руководил командой с тренерского мостика, в котором «сине-гранатовые» легко выиграли у «Эспаньола» — 4:0. После матча Виланова заявил: 
«Благодарю всех врачей, санитаров и наш клуб. Они все мне очень помогли. Чувствую, что клуб защищает меня. Хотелось бы воспользоваться случаем и выразить благодарность сотрудникам "Барселоны". Было нелегко, так как некоторые из них являются моими друзьями и очень переживали за меня».
19 января состоялось первое поражение Вилановы в чемпионате Испании. «Барселона», ведя в счете 2:0, уступила середняку чемпионата — «Сосьедаду» со счетом 3:2, пропустив мяч в добавленное время. В начале февраля стало известно о том, что Виланова будет проходить лечение в Нью-Йорке до конца марта после операции по удалению раковой опухоли. Во время отсутствия Вилановы исполнять обязанности главного тренера будет Жорди Роура. 20 февраля, в отсутствии Тито, «Барселона» в 1/8 финала Лиги чемпионов потерпела поражение от итальянского «Милана» — 0:2, а 26 февраля «каталонцы» вылетели из кубка Испании, уступив мадридскому «Реалу» — 3:1 (общий счет — 2:4). 12 марта «Барса», в ответном матче Лиги чемпионов, взяла уверенный реванш у «Милана», выиграв со счетом 4:0 (4:2 по сумме). 26 марта Виланова вернулся в клуб после двухмесячного лечения в США. В четвертьфинале самого престижного клубного европейского турнира «Барселона», по правилу гола, забитого на чужом поле, прошла «ПСЖ». Соперником «Барсы» по полуфиналу стала мюнхенская «Бавария». Первый матч прошёл в Мюнхене на Альянц Арене. В матче игроки «Барселоны» потерпели унизительное поражение от игроков «Баварии» со счетом 4:0. В ответном матче, который прошёл в Барселоне, «каталонцы» также разгромно уступили немцам — 0:3. Таким образом, «Барселона» проиграла с разницей в три мяча на «Камп Ноу» впервые с 2002 года. Тогда каталонцы уступили «Севилье» (0:3).

11 мая, после осечки «Реала» в чемпионате, «Барселона» в 22-й раз стала чемпионом. За два тура до конца испанского первенства «Реал» набрал 81 очко, отставая от «Барселоны» на семь очков. При этом «каталонцы» также имели две игры в запасе. Этот трофей стал единственным для «Барселоны» в сезоне. После завоевания титула Виланова заявил, что сезон сложился удачно: 
«Барселона» является лучшей командой в этом чемпионате. Мы значительно оторвались от своих преследователей. Мы прекрасно понимали, но не можем терять очки на старте чемпионата, поскольку в последние годы именно это и происходило с ведущими командами. Мы понимали, что должны взять максимум очков в пяти стартовых матчах. Мы гордимся нашим выступлением, потому что чемпионский сезон всегда можно считать успешным. Тем более что мы не позволили «Реалу» дважды кряду выиграть главный трофей страны».

### Отставка
19 июля 2013 года, в ходе пресс-конференции президента клуба Сандро Розеля и спортивного директора каталонцев Андони Субисарреты было объявлено об уходе Вилановы с поста главного тренера «Барселоны» в связи с проблемами со здоровьем. После отставки Вилановы временно исполнять обязанности наставника каталонского клуба стал его ассистент Руби, а 23 июля стало известно, что преемником Вилановы на посту тренера «Барселоны» стал аргентинский специалист Херардо Мартино, подписавший контракт на два года.

### Смерть
Тито Виланова скоропостижно скончался 25 апреля 2014 года, менее чем через сутки после экстренно проведённой операции по поводу рака слюнных желез. Ещё через сутки его тело было предано земле в родном для него городке в ходе церемонии похорон в узком кругу семьи.

### Память
Именем Тито Вилановы в феврале 2015 года названо главное тренировочное поле на базе футбольного клуба «Барселона» — Ciutat Esportiva.

## Тренерская статистика
| Команда     | Страна       | Начало работы | Окончание работы | Результаты | Результаты | Результаты | Результаты | Результаты |
| Команда     | Страна       | Начало работы | Окончание работы | И          | В          | Н          | П          | В %        |
| ----------- | ------------ | ------------- | ---------------- | ---------- | ---------- | ---------- | ---------- | ---------- |
| «Барселона» | Флаг Испании | 1 июля 2012   | 19 июля 2013     | 60         | 42         | 9          | 9          | 70,00      |
| Всего       | Всего        | Всего         | Всего            | 60         | 42         | 9          | 9          | 70,00      |

### Достижения
- Чемпион Испании: 2012/13